# Щралзунд (лек крайцер, 1911)
Щралзунд (на немски: SMS Stralsund) е лек крайцер на Императорските военноморски сили от времето на Първата световна война. Крайцер от типа „Магдебург“. Крайцерът „Щралзунд“ е построен от корабостроителницата AG Weser в град Бремен в периода от 1910 до декември 1912 г., след което влиза в състава на Флота на откритото море (Хохзеефлотте). Корабът е въоръжен с главна батарея от двенадесет оръдия SK L/45 калибър 10,5 см, развивава скорост от 27,5 възела (50,9 км/ч).
„Щралзунд“ е придаден към разузнавателните сили на Хохзеефлотте, където и провежда по-голямата част от службата си. Участва в значимите сражения от ранния период на войната, включая няколко операции при британското крайбрежие и битките при Хелголандската банка и Догер банк, през август 1914 г. и през ноември 1915 г. В тези сражения крайцерът не получава повреди. Корабът пропуска Ютландското сражение, тъй като по това време се намира в док. След войната крайцерът известно време служи в Райхсмарине, след което е предаден на съюзниците от Антантата. Служи във френския флот под името „Mulhouse“ до 1925 г. Корабът е официално изваден от списъците на флота през 1933 г. и две години по-късно е разкомплектован за метал.

## Конструкция
„Щралзунд“ е заложен според контракта „Ерзац Корморан“ през 1910 г. от AG Weser в гр. Бремен. На 4 ноември 1911 г. корпусът му е спуснат на вода, след което започват работите по дострояването на кораба. На 10 декември 1912 г. корабът влиза в състава на Хохзеефлотте.
Въоръжението на крайцера съставляват двенадесет 105-мм скорострелни оръдия система SK L/45 на единични лафети. Две оръдия са в редица на носа, осем по бордовете, по четири на всеки борд и две в редица на кърмата. Оръдията имат максимален наклон от 30 градуса, което им позволява да поразяват цели на разстояние до 12 700 м, боекомплектът им съставлява 1800 изстрела, по 150 на оръдие. Също така крайцерът носи два 50-см торпедни апарата, с боезапас по пет торпеда на апарат. Апаратите са поставени в корпуса на съда под вода. Крайцерът също може да носи 120 морски мини. Корабът е защитен от брониран пояс по водолинията с дебелина от 60 мм. Дебелината на стените на рубката съставлява 100 мм, а палубата е прикрита от тънка бронеплоча с 60 мм дебелина.

## История на службата
„Щралзунд“ провежда по-голямата част от службата си в състава на разузнавателните сили на Хохзеефлотте. На 16 август, две седмици след началото на Първата световна война, „Щралзунд“ и „Страсбург“ (SMS Strassburg) се отправят към Хофден в издирване на британски разузнавателни сили. Двата крайцера срещат група от шестнадесет британски разрушителя и един лек крайцер на дистанция от около 10 км. Тъй като британците сериозно превъзхождат по численост, германските крайцери се откъсват от противника и се връщат в порта. Първото сериозно боестълкновение за „Щралзунд“ става битката при Хелголандската банка от 28 август 1914 г. Британските линейни и леки крайцери атакуват германското разузнавателно прикритие при Хелголандската банка. В 12:30 „Щралзунд“, „Данциг“ (SMS Danzig) и „Ариадне“ (SMS Ariadne) се явяват на помощ на контраадмирал Леберхт Маас и незабавно обръщат към британските леки крайцери. Скоро след това се намесват британските линейни крайцери и потопяват крайцера „Ариадне“ и флагманския кораб на адмирал Маас „Кьолн“ (SMS Cöln). „Щралзунд“ и оцелелите леки крайцери отстъпват в мъглата, на тяхна помощ пристигат линейните крайцери от първа разузнавателна група. „Щралзунд“ и „Данциг“ се връщат и спасяват по-голямата част от екипажа на „Ариадне“.
„Щралзунд“ участва в рейда над Ярмут от 2 – 3 ноември 1914 г., осъществявайки разузнавателно прикритие на първа разузнавателна група. В същото време, докато линейните крайцери обстрелват град Ярмут, „Щралзунд“ поставя минно поле, на което попадат и потъват параход и подводницата HMS D5, която излиза за прихващане на германските рейдери. След края на обстрела германската ескадра се връща в порта, без да срещне британски сили. „Щралзунд“ участва в рейда над Скарбъроу, Хартълпул и Уитби от 15 – 16 декември, осъществявайки разузнавателно прикритие на първа разузнавателна група. При отстъплението си след обстрела немците едва не са прихванати от британците. Крейсер HMS Southampton и торпедни катери забелязват „Щралзунд“. Обаче благодарение на суматохата, възникнала на борда на британския флагман, германската ескадра успява да се скрие. На 25 декември британците предприемат рейд над Куксхафен (въздушна атака над германската военноморска база Куксхафен и базата на ВВС Нордхолц). Екипажът на „Щралзунд“ влиза в бой с един от аеропланите, но не успява да го свали.
В хода на сражението при Догер банк от 24 януари 1915 г. крайцерът също участва в разузнавателно прикритие на първа разузнавателна група. „Щралзунд“ и „Грауденц“ (SMS Graudenz) са поставени във фронта на прикритието, „Росток“ (SMS Rostock) и „Колберг“ (SMS Kolberg) се намират по фланговете, всеки крайцер е поддържан от половин флотилия торпедни катери. В 08.15 наблюдателите от „Щралзунд“ и „Колберг“ забелязват стълбовете дим на големите британски кораби, приближаващи към германската ескадра. Тъй като главните сили на немците се намират в пристанищата и не могат да помогнат на линейните крайцери адмирал Хипер заповядва те да се оттеглят на висока скорост. Въпреки това, британските линейни крайцери успяват да настигнат немците и в последващия бой големият броненосен крайцер „Блюхер“ (SMS Blücher) е потопен.
„Щралзунд“ не взема участие в Ютландската битка от 31 май – 1 юни 1916 г., защото по това време на него преминава поставянето на оръдия SK L/45 калибър 15 см в корабостроителницата Kaiserliche Werft в град Кил. Двенадесетте оръдия 10,5 см калибър са заменени с оръдия калибър 15 см и две оръдия 8.8 cm SK L/45 калибър 8,8 см. На 2 февруари 1918 г. „Щралзунд“ се натъква на мина, поставена от британските кораби в Северно море. Дредноутът „Кайзер“ (SMS Kaiser) и други кораби вдигат пара, за да ескортират „Щралзунд“ в пристанището. Корабът не успява да участва в мащабната операция на флота от 23 – 34 април 1918 г. по прихващане на британски конвой за Норвегия.
След войната „Щралзунд“ за кратко време служи в реорганизираната Райхсмарине през 1919 г. Съгласно Версайския договор крайцерът трябва да бъде разоръжен и предаден на съюзниците в течение на два месеца след подписването на договора. Корабът е предаден на Франция като военна награда под литерата „Z“. Корабът е официално предаден в Шербур на 3 август 19120 г. Корабът е преименуван на „Мюлуз“ (Mulhouse) и за кратко време служи във френския флот до ремонта си в Брест през 1925 г. Към това време корабът е износен и е преведен в резерва след края на ремонта. На 15 февруари 1933 г. „Мюлуз“ е зачеркнат от военноморския регистър и е разкомплектован за метал в Брест през 1935 г. Корабната му камбана по-късно е върната в Германия и понастоящем е изложена във военноморския мемориал в Лабьо.

## Коментари
1. ↑  Всички данни са към момента на влизането в строй.
2. ↑  Префиксът „SMS“ е от на немски: Seiner Majestat Schiff (Кораб на Негово Величество).
3. ↑  Според немската класификация те се обозначават като малки крайцери (на немски: Kleiner Kreuzer).
4. ↑  Германските кораби при началото на тяхното строителство получават временни имена. За новите кораби се избират букви. Тези кораби, които трябва да заменят стари или загубени кораби, получават приставката „Ерзац“ пред името на заменяемия кораб.
5. ↑  Съгласно номенклатурата на артилерията на флота на Германската империя „SK“ (Schnelladekanone) означава „скорострелно оръдие“, а L/45 означава сравнителната дължина на оръдието в калибри. В дадения случай L/45 означава, че дължината на оръдието съставлява 45 негови калибра (105 × 45).
6. ↑  Section II: Naval Clauses, Article 185.